# Alena Sannikova
Pour les articles homonymes, voir Sannikova.
Alena Sergeïevna Sannikova (en russe : Елена Сергеевна Санникова et en biélorusse : Алена Сяргееўна Саннікава, Alena Siarheyeuna Sannikova), née le 12 juin 1980 à Navapolatsk, est une fondeuse biélorusse.

## Biographie
Elle commence au niveau international junior en 1998 et en Coupe du monde en 2000, puis obtient sa première sélection en championnat en 2001 à Lahti. Elle marque ses premiers points dans la Coupe du monde en 2005 à Beitostølen et obtient son meilleur résultat en 2008 avec une 19e place à Gällivare. Elle marque des points jusque lors de la saison 2010-2011, tandis qu'elle remporte quatre courses de la Coupe OPA entre 2009 et 2011.
Sannikova compte trois participations aux Jeux olympiques : en 2006, 2010 et 2014. Son meilleur résultat individuel est une 29e place au dix kilomètres classique en 2006 à Turin et son meilleur résultat en relais est une 10e place en 2010 à Vancouver.
Aux Championnats du monde, elle compte six participations entre 2001 et 2013. Son meilleur résultat individuel est une 15e place au trente kilomètres classique en 2007 à Sapporo, alors que son meilleur résultat en relais est une 9e place en 2009 à Liberec.

## Palmarès

### Jeux olympiques d'hiver
| Épreuve / Édition | Sprint                           | Sprint                           | 10 km                            | 10 km                            | Poursuite Skiathlon 2 × 7,5 km | 30 km | Relais | Relais   |
| Épreuve / Édition | libre                            | classique                        | libre                            | classique                        | Poursuite Skiathlon 2 × 7,5 km | 30 km | Sprint | 4 × 5 km |
| JO 2006 Turin     | —                                | Épreuve inexistante à cette date | Épreuve inexistante à cette date | 29e                              | 43e                            | 35e   | -      | 15e      |
| JO 2010 Vancouver | Épreuve inexistante à cette date | —                                | 43e                              | Épreuve inexistante à cette date | 38e                            | 38e   | —      | 10e      |
| JO 2014 Sotchi    | —                                | Épreuve inexistante à cette date | Épreuve inexistante à cette date | 40e                              | 51e                            | 39e   | —      | —        |

Légende :
- : pas d'épreuve
- — :  Épreuve non disputée par Sannikova

### Championnats du monde
| Épreuve / Édition           | Sprint                           | Sprint                           | 10 km                            | 10 km                            | Poursuite Skiathlon 2 × 7,5 km | 30 km | Relais | Relais   |
| Épreuve / Édition           | libre                            | classique                        | libre                            | classique                        | Poursuite Skiathlon 2 × 7,5 km | 30 km | Sprint | 4 × 5 km |
| Mondiaux 2001 Lahti         | Épreuve inexistante à cette date | -                                | 49e                              | Épreuve inexistante à cette date | 48e                            | -     | —      | -        |
| Mondiaux 2005 Oberstdorf    | Épreuve inexistante à cette date | 52e                              | -                                | Épreuve inexistante à cette date | 38e                            | 33e   | —      | 10e      |
| Mondiaux 2007 Sapporo       | Épreuve inexistante à cette date | -                                | 36e                              | Épreuve inexistante à cette date | 39e                            | 15e   | —      | 13e      |
| Mondiaux 2009 Liberec       | -                                | Épreuve inexistante à cette date | Épreuve inexistante à cette date | 28e                              | 22e                            | 23e   | -      | 9e       |
| Mondiaux 2011 Oslo          | -                                | Épreuve inexistante à cette date | Épreuve inexistante à cette date | 30e                              | -                              | 41e   | -      | -        |
| Mondiaux 2013 Val di Fiemme | Épreuve inexistante à cette date | -                                | 38e                              | Épreuve inexistante à cette date | 48e                            | 27e   | —      | -        |

### Coupe du monde
- Meilleur classement général : 70e en 2008.
- Meilleur résultat individuel : 19e.

#### Classements en Coupe du monde
| Année     | Classement général final | Classement distance |
| 2005-2006 | 122e                     | 89e                 |
| 2006-2007 | 110e                     | 84e                 |
| 2007-2008 | 70e                      | 45e                 |
| 2008-2009 | 87e                      | 60e                 |
| 2009-2010 | 126e                     | 98e                 |
| 2010-2011 | 101e                     | 71e                 |

### Universiades
- Médaille d'argent sur le relais en 2007 à Turin.

### Coupe OPA
- 7 podiums, dont 4 victoires.